# I Save the Day
I Save the Day is een single van de Nederlandse popgroep Roberto Jacketti & the Scooters uit 1984. In maart van dat jaar werd het nummer in Europa op single uitgebracht. Zowel in Nederland als in Vlaanderen werd het de grootste en bekendste hit van de band. In het najaar van 1984 kwam I Save the Day te staan op hun debuutalbum Time.

## Hitnoteringen

### Nederlandse Top 40
| Positie: | 37 | 25 | 17 | 9 | 4 | 4 | 3 | 3 | 3 | 3 | 6 | 12 | 18 | 25 | uit |

### Nationale Hitparade
| Hitnotering: 07-04-1984 t/m 11-08-1984 | Hitnotering: 07-04-1984 t/m 11-08-1984 | Hitnotering: 07-04-1984 t/m 11-08-1984 | Hitnotering: 07-04-1984 t/m 11-08-1984 | Hitnotering: 07-04-1984 t/m 11-08-1984 | Hitnotering: 07-04-1984 t/m 11-08-1984 | Hitnotering: 07-04-1984 t/m 11-08-1984 | Hitnotering: 07-04-1984 t/m 11-08-1984 | Hitnotering: 07-04-1984 t/m 11-08-1984 | Hitnotering: 07-04-1984 t/m 11-08-1984 | Hitnotering: 07-04-1984 t/m 11-08-1984 | Hitnotering: 07-04-1984 t/m 11-08-1984 | Hitnotering: 07-04-1984 t/m 11-08-1984 | Hitnotering: 07-04-1984 t/m 11-08-1984 | Hitnotering: 07-04-1984 t/m 11-08-1984 | Hitnotering: 07-04-1984 t/m 11-08-1984 | Hitnotering: 07-04-1984 t/m 11-08-1984 | Hitnotering: 07-04-1984 t/m 11-08-1984 | Hitnotering: 07-04-1984 t/m 11-08-1984 | Hitnotering: 07-04-1984 t/m 11-08-1984 | Hitnotering: 07-04-1984 t/m 11-08-1984 |
| Week:                                  | 14                                     | 15                                     | 16                                     | 17                                     | 18                                     | 19                                     | 20                                     | 21                                     | 22                                     | 23                                     | 24                                     | 25                                     | 26                                     | 27                                     | 28                                     | 29                                     | 30                                     | 31                                     | 32                                     |                                        |
| -------------------------------------- | -------------------------------------- | -------------------------------------- | -------------------------------------- | -------------------------------------- | -------------------------------------- | -------------------------------------- | -------------------------------------- | -------------------------------------- | -------------------------------------- | -------------------------------------- | -------------------------------------- | -------------------------------------- | -------------------------------------- | -------------------------------------- | -------------------------------------- | -------------------------------------- | -------------------------------------- | -------------------------------------- | -------------------------------------- | -------------------------------------- |
| Positie:                               | 42                                     | 38                                     | 36                                     | 37                                     | 21                                     | 6                                      | 4                                      | 3                                      | 5                                      | 6                                      | 4                                      | 2                                      | 2                                      | 2                                      | 5                                      | 8                                      | 8                                      | 18                                     | 31                                     | uit                                    |

### TROS Top 50
Hitnotering: 10-05-1984 t/m 02-08-1984. Hoogste notering: #2 (1 week).

### Vlaamse Ultratop 50
| Positie: | 38 | 31 | 28 | 13 | 6 | 4 | 6 | 6 | 6 | 12 | 15 | 17 | 27 | uit |

### NPO Radio 2 Top 2000
I Save the Day stond alleen in 2000 in de NPO Radio 2 Top 2000, op plek 1608.

## Covers
In 1987 maakten De Strangers een Antwerpse versie van I Save the Day, getiteld Mij lief die hee d'n naaimachien. In 1998 volgde een bewerking door Sam Gooris onder de titel Vlieg er maar in.